# Районы Новочеркасска
Районы Новочеркасска — низовые административно-территориальные единицы, включавшие части территории города Новочеркасска в Ростовской области России. Существовали в 1965—1989 годах.

## История
В 1965 в Новочеркасске были образованы два городских района: Первомайский и Промышленный. Были образованы районные советы.
31 марта 1989 сессии Первомайского и Промышленного райсоветов приняли решение о прекращении своей деятельности и сложении полномочий.
Указом Президиума Верховного Совета РСФСР от 22 апреля 1989 районы Новочеркасска были упразднены.

## География
Первомайский район был создан в границах дореволюционного Новочеркасска, с включением в него хуторов Татарка и Епифанов и территории за рекой Тузлов.
Промышленный район был создан на промтерритории заводов электровозостроительном, электродном, синтетических продуктов, «Нефтемаш», на ГРЭС и других предприятий, вместе с прилегающими к ним селитебными и рекреационных зонами. Промышленный район включил в себя бывший х. Хотунок (в 1965 г.), посёлки Октябрьский (в 1966 г.) и Донской (сохранял самостоятельность как населённый пункт до 2004 года).